# Pax (godin)

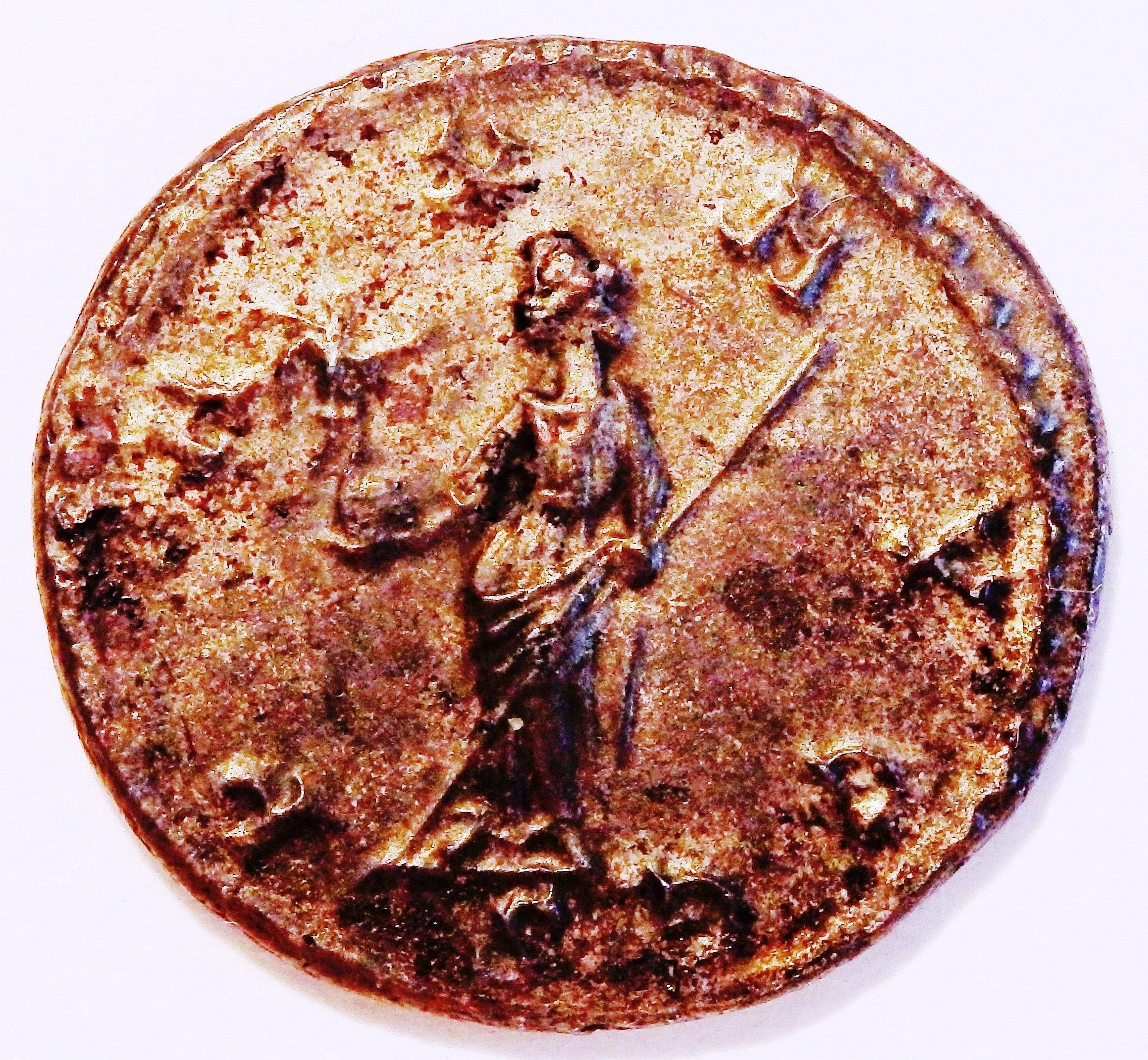
Pax op de achterkant van een Antoninianus van keizer Maximianus

Pax was een Romeinse godin. Ze was de personificatie van de vrede, meer specifiek van de rustige en vreedzame toestand van een land, later meer opgevat als een tegenstelling tegen de godheden van de oorlog.
Ter ere van Pax richtte keizer Augustus in Rome de Ara Pacis op, dat op het Marsveld stond. Vespasianus († 79) bouwde haar een tempel op het Forum Pacis, die onder de regering van Commodus († 180) afbrandde.
Ze werd voorgesteld òf met een hoorn des overvloeds òf met een olijftak en een herautstaf (caduceus) in de hand, terwijl zij dan meestal hetzij een krans van korenaren op het hoofd heeft, of in haar andere hand korenaren houdt, of bezig is een hoop wapenen in brand te steken.
Haar Griekse tegenhanger was Eirene (Oudgrieks Εἰρήνη).